# Hidas Hedvig
Hidas Hedvig (eredeti nevén Bruckner Hedvig) (Budapest, Terézváros, 1915. december 6. – 2011. január 17.) magyar táncművész, koreográfus, balettmester, egyetemi tanár. 1962 és 1972 között az Állami Balett Intézet igazgatója.

## Életpályája
Zsidó nagypolgári családból származott. Édesapja MÁV főintéző volt, édesanyja osztrák. A beteges kislányt Ptasinszky Pepi javaslatára íratták be 1922-ben a Magyar Királyi Operaházban működő balettiskolába, ahol Pótz Malvin, Brada Ede és Jan Ciepliński növendéke volt. 1929-ben ösztöndíjas lett. Az 1932–33-as évadban kartáncossá nevezték ki. Nyaranta szerepelt a Budai Színkörben. Az 1937–38-as évadban lett címzetes magántáncos. A következő szezon végén, 1939. június 30-án a második zsidótörvény következményeként megszűnt operai tagsága. Éveken át csak az OMIKE Művészakció keretében szerepelhetett: koreografált és táncolt. 1942-ben házasságot kötött Práger Tibor banktisztviselővel. 1944–45-ben a fővárosban bujkáltak első gyermekükkel.
A második világháború után nem akart visszatérni a színpadra. Megszületett második gyermeke. 1948–1949-ben elvégezte a Tánc és Mozdulat-tanítóképző Országos Tanfolyamát. 1950 szeptemberében lett a frissen megalakult Állami Balett Intézet tanára. Lőrinc György Operaházba való távozása után, 1962-ben az intézet megbízott, 1963. április 1-jével pedig kinevezett igazgatója lett egészen 1972-es, saját kérésére történt felmentéséig. A tanítást harminc éven át, 1980-as nyugdíjazásáig folytatta. Növendékei közé tartozott Csarnóy Katalin, Hágai Katalin, Markó Iván, Medveczky Ilona.
A vizsgaelőadásokra koreográfiákat készített, ennek láttán bízta meg Fényes Szabolcs a Fővárosi Operettszínház tánckarának vezetésével és az előadások koreografálásával. 1960-tól 1973-ig dolgozott a színháznál, de számos munkája évtizedekig műsoron maradt megbízatása lejárta után is.

## Szerepei
- Claude Debussy–Jan Ciepliński: A játékdoboz – Tengerész
- Dohnányi Ernő–Galafrés Elza: Szent fáklya – Cigánylány; Lidérckirálynő; II. lidérc
- Hubay Jenő–Kenessey Jenő–Harangozó Gyula: Csárdajelenet – Egy leány
- Jacobi Viktor–Harangozó Gyula: Táncegyveleg a Sybill című operettből – Mazurka
- Kenessey Jenő–Harangozó Gyula: Csizmás Jankó – 1. tündér
- Léo Delibes—Jan Trojanowsky: Sylvia – Diana
- Radnai Miklós–Jan Ciepliński: Az infánsnő születésnapja – Francia akrobata

## Koreográfiái
A Színházi Adattárban regisztrált bemutatóinak száma: 13.

### Vizsgaelőadások
- Camille Saint-Saëns: Danse macabre
- Claude Debussy: Arabeszk
- Ottorino Respighi: Róma kútjai
- Petrovics Emil: Két világ

### Színházi előadások
- Bágya András: Három napig szeretlek
- Huszka Jenő: Gül Baba (1973)
- Kálmán Imre: A csárdáskirálynő (1969, 1973, 1976, 1980)
- Kálmán Imre: Marica grófnő (1966, Széky Józseffel)
- Lehár Ferenc: A víg özvegy (1968)
- Lehár Ferenc: A mosoly országa (1970, 1986, 1998, 2003)
- Loewe: My Fair Lady
- Offenbach: Szép Heléna (1960)
- Offenbach: Banditák
- Operett–musical gálaest (1980)
- Semsey Jenő–Szilágyi György: Békebeli háború (1967, Szegő Tamással)
- Suppé: Boccaccio
- Vincze Ottó: Budai kaland (1962)
- Vörösmarty Mihály: Csongor és Tünde (1952)

## Díjai, elismerései
- Munka Érdemrend, ezüst fokozat (1965)
- Munka Érdemrend, arany fokozat (1972)
- Érdemes művész (1975)
- Életműdíj (1995)